# 192 هـ
192 هـ هي سنة في التقويم الهجري امتدت مقابلةً في التقويم الميلادي بين سنتي 807 و808.

## وفيات
- عبد الله بن إدريس الكوفي
- محمد بن حرب الخولاني